# Dimitrie Petrino
Dimitrie Petrino (n. 1838, Rujnița, Soroca, azi Republica Moldova – d. 29 aprilie 1878, București) a fost un poet, membru corespondent al Academiei Române din 1877.

## Biografie
Dimitrie Petrino, descendent pe linie maternă din familia Hurmuzachi, s-a născut în 1838 în familia lui Petru (Petrachi) Petrino-Armis (d. 1891), moșier basarabean cu origini grecești, proprietar al moșiei Rujnița și, ulterior, al moșiei Cernăuca, și a Eufrosinei, fiica lui Eudoxiu Hurmuzachi. A studiat cu preceptori privați dintre unchii materni.
„Primind o moștenire neașteptată de la un unchi dinspre tată... Dimitrie Petrino începe la 21 de ani o viață de plăceri, hoinărind prin Italia și Germania”. Iacob Negruzzi îl întâlnește ca „Bummler" (chefliu), la Berlin și la aceeași vârstă în Iași, interesat de cursele de cai. Doi ani mai târziu era dorobanț la Botoșani, unde, îndrăgostit de fiica baronului Teodor Buchental, Victoria, fugi și se căsători cu ea la Odessa, fără voia părinților. Victoria muri la 8 septembrie 1867, declanșând instinctul poetic al lui Petrino, care îi dedică îndată volumul Flori de mormînt. Revista Convorbiri literare i-a acceptat între 1874-1875 șapte poezii, ceea ce l-a determinat să părăsească provincia și să se instaleze la Iași
Dimitrie Petrino l-a înlocuit pe Mihai Eminescu în postul de „director al bibliotecii centrale” din Iași, la data de 3 iunie 1875. Pornirea sa împotriva lui Eminescu era mai veche. Între altele, pentru că Petrino, care își făcea veacul pe la Hanul Trei Sarmale, a fost caracterizat de Eminescu cu apelativul de „Baron de trois sarmaux”. De asemenea, Petrino îl dușmănea pe Eminescu pentru o critică pe care dânsul o publicase în revista Albina din Pesta, 1870, nr. 3 si 4, asupra cărții lui Petrino intitulată: Puține cuvinte despre conruperea limbei române în Bucovina, Cernăuți, 1869.
La 22 iunie 1876, prin raport către Ministerul Cultelor și Instrucțiunii Publice (minister condus de liberalul Gheorghe Chițu în timpul guvernului Lascăr Catargiu), Dimitrie Petrino a cerut ca Mihai Eminescu să fie judecat pentru „sustracțiune” din avutul Bibliotecii Centrale.
Între 1876 și 1878, a predat Literatura română la Facultatea de litere de la Universitatea din Iași, ca suplinitor al lui Andrei Vizanti.
A colaborat la revistele Convorbiri literare, Familia, Foaia Soțietății pentru literatura și cultura română în Bucovina. Ca publicist a semnat și cu pseudonimele Armis  și Dimitriu P. Armis.
La 36 de ani, doborât de tuberculoză, după o viață de alcool și relații cu dame de bordel, Dimitrie Petrino a încetat din viață sâmbătă 29 aprilie în spitalul Brâncovenesc din București. Luni a fost înmormântat la cimitirul Șerban-Vodă, după un serviciu funebru oficiat în Biserica Domnița Bălașa.

## Operă
- Flori de mormînt (Cernăuți, 1867);
- Puține cuvinte despre coruperea limbei române în Bucovina (Cernăuți, 1869);
- Lumine și umbre (Cernăuți, 1870);
- Raul, poem dedicat domnului V. Alecsandri, (Cernăuți, 1875);
- Discurs rostit la serbarea funebră ce s-a ținut în Iași la 1 octombrie 1875 (Iași, 1875);
- La gura sobei (Iași, 1876);
- Legenda nurului (Iași, 1877);
- Poesii alese, pref. de N. Iorga (Vălenii de Munte, 1908)
- Poeme, Editura Librăriei Școalelor Frații Saraga, (Iași, 1928)